# 伊奈忠尊
伊奈 忠尊（いな ただたか、明和元年（1764年） - 寛政6年8月19日（1794年9月12日））は、江戸時代中期の伊奈家最後の関東郡代。備中松山藩主・板倉勝澄の十一男で、伊奈忠敬の娘美喜の婿。通称半十郎、半左衛門。官位は摂津守、右近将監。

## 人物
忠敬に跡継ぎがいなかったため、娘である美喜の婿として迎えられた。その後、明和6年（1769年）、忠敬に実子の忠善が生まれたが、安永7年（1778年）3月に忠敬が没すると忠尊が家督を継ぎ、関東郡代となる。
天明元年（1781年）、織物糸綿改所の騒動を解決した。天明4年（1784年）、勘定吟味役上座に就任し、これを兼任する。天明7年（1787年）5月に赤坂の20軒の米問屋の襲撃から始まった、江戸を発端とする天明の打ちこわしは、本来なら江戸町奉行の管轄だったが町奉行だけでは手に負えず、関東郡代で勘定吟味役でもある忠尊が幕府の資金なども使い、各地から買い集めた米を江戸市中に大放出することで事態を収拾させた。折からの天明の大飢饉で全国的な凶作であり、買い付けは大変であったが、それでもなお米を集められたのは伊奈家の人気のほどと培った手腕をうかがわせる。
安永7年（1778年）、養父忠敬が没し忠尊が相続した際、忠尊はまだ実子がなかったこともあり、前述の忠善（忠敬実子）を養子にしたが、忠尊の側室に実子が誕生すると後継を巡って家中に内紛が起こり、忠善が京の比叡山に出奔するなど家中が乱れた。また、伊奈家は幕府から無利子で金を借りて運用する貸付金役所を経営していたが、江戸の打ちこわしの時の米の買い付けなどで期限内に1万5000両を返せなくなり、幕府に対して延納を願い出たがこれを拒否され、不服とした忠尊と幕閣との間に確執が生じた。これらのことに危機感を募らせた伊奈家譜代の家臣54名は、忠尊に対して連判状を出して諌め、忠善への家督移譲を迫ったが、忠尊は逆に家臣の首謀者を処罰した。これに対して残った家臣51名は、事の経過を記した口上書を作成し、公儀（幕府）へ提出した。
寛政4年（1792年）3月9日、勤務中の不行跡、家中不取締りの罪で忠尊は改易され、所領没収、永蟄居となり、赤山城は破却された。また、養子の忠善は大和郡山藩主の柳沢保光（忠善の父は柳沢家からの養子で血縁上、保光は忠善の甥）に預けられ、柳沢氏の領国である大和郡山城にて蟄居となった。これらの重い処分が出された背景には、伊奈家の権勢が増大していくのを快く思わない幕閣の影響が大きいとされている。のちに領地であった中居村の一良兵衛、慈林村の郡蔵、鳩ヶ谷宿の八郎兵衛を総代とし、舎人、平柳、戸田領の村々の21か村が赦免の願書を提出したが、願いは届かなかった。2年後の寛政6年（1794年）、忠尊は預かり先の陸奥八戸藩主南部信房の屋敷にて31歳で没した。墓所は実家の板倉家の菩提寺である江戸の駒込吉祥寺。戒名は広国院殿崇蓮社斉誉忠尊民和大居士。
忠尊の改易により、伊奈家による「関東郡代」は廃され、勘定奉行と代官による支配に分けられることとなる。
忠善は享和3年（1803年）に許され、柳沢保光の江戸屋敷に移されたが、35歳で没する。幕府は伊奈家歴代の功績に鑑み、伊奈忠治の三男忠重の子孫で忠利の子の忠盈に新地武蔵国秩父郡および常陸国信太郡内1000石を与えて伊奈家の名跡を継がせた。忠盈は小普請組に列し、伊奈氏は一般の旗本として明治維新に至っている。